# 정지용 문학상
정지용 문학상은 1989년, 정지용의 문학적 성과와 문학사적 위치를 기리기 위해 옥천군과 '지용회’에서 제정한 문학상이다. 
 한 해 동안 발표된 중견 시인들의 작품 가운데 작품성이 뛰어나고 낭송하기에 적합한 시를 수상작으로 선정한다.
 수상자에게는 상금 2000만원과 상패, 정지용의 흉상이 새겨진 순금 메달이 수여된다.
| 수상년도    | 수상작                   | 저자   |
| ----------- | ------------------------ | ------ |
| 1989년 1회  | 〈서한체(書翰體)〉       | 박두진 |
| 1990년 2회  | 〈해변(海邊)가의 무덤〉  | 김광균 |
| 1991년 3회  | 〈작은 戀歌〉            | 박정만 |
| 1992년 4회  | 〈龜龍寺詩篇. 겨울노래〉 | 오세영 |
| 1993년 5회  | 〈石榴〉                 | 이가림 |
| 1994년 6회  | 〈큰 노래〉              | 이성선 |
| 1995년 7회  | 〈昇天〉                 | 이수익 |
| 1996년 8회  | 〈마음의 고향.6 -初雪 〉 | 이시영 |
| 1997년 9회  | 〈白頭山 天池〉          | 오탁번 |
| 1998년 10회 | 〈세한도 가는 길〉       | 유안진 |
| 1999년 11회 | 〈눈내리는 대숲 가에서〉 | 송수권 |
| 2000년 12회 | 〈하늘의 그물〉          | 정호승 |
| 2001년 13회 | 〈등신불〉               | 김종철 |
| 2002년 14회 | 〈백학봉(白鶴峰).1〉     | 김지하 |
| 2003년 15회 | 〈낙산사 가는길 3〉      | 유경환 |
| 2004년 16회 | 〈돌아가는 길〉          | 문정희 |
| 2005년 17회 | 〈세한도〉               | 유자효 |
| 2006년 18회 | 〈너를 사랑한다〉        | 강은교 |
| 2007년 19회 | 〈아득한 성자〉          | 조오현 |
| 2008년 20회 | 〈마음화상〉             | 김초혜 |
| 2009년 21회 | 〈바이올린 켜는 여자〉   | 도종환 |
| 2010년 22회 | 〈발견의 기쁨〉          | 이동순 |
| 2011년 23회 | 〈왕인의 수염〉          | 문효치 |
| 2012년 24회 | 〈옥상의 가을〉          | 이상국 |
| 2013년 25회 | 〈그리운 나무〉          | 정희성 |
| 2014년 26회 | 〈 풀꽃.2 >              | 나태주 |
| 2015년 27회 | 〈사랑 세 쪽>            | 이근배 |
| 2016년 28회 | 〈국물>                  | 신달자 |
| 2017년 29회 | 〈시계>                  | 김남조 |
| 2018년 30회 | 〈그 손>                 | 김광규 |
| 2019년 31회 | 〈저녁이 올 때>          | 문태준 |
| 2020년 32회 | 〈목도장〉               | 장석남 |
| 2021년 33회 | 〈혼자의 넓이〉          | 이문재 |
| 2022년 34회 | 〈어머니 법종소리〉      | 최동호 |
| 2023년 35회 | 〈충북선〉               | 유종호 |